# Казённый водочный завод (Каинск)
Казённый водочный завод — комплекс зданий бывшего водочного предприятия, построенного в начале XX века на территории Каинска (современный Куйбышев Новосибирской области). Памятник архитектуры регионального значения.

## Описание
По данным старейшего работника Я. К. Додина, который работал на заводе 53 года (уволился в 1957 году), предприятие действовало с 1904 года, типовой проект для его строительства был приобретён за границей. В период Гражданской войны промышленный объект был разрушен, но уже в 1922 году началось его восстановление.
Комплекс находится в квартале между улицами Шишкова, Володарского, Трудовой и Октябрьской. Бо́льшая его часть — промышленная территория, остальная площадь отводилась под жильё.
Ограниченную высоким забором территорию промзоны занимают уцелевшие исторические сооружения и современные производственные постройки. Частично сохранилось первоначальное ограждение.

### Склад для хранения спирта
Одно из строений комплекса, расположенного на производственной территории, — склад для спирта; к его основному Г-образному в плане двусветному объёму позднее был пристроен двухэтажный кирпичный объём. Складское здание обозначено на плане № 1 и с западной стороны формирует линию ограждения.
Выполненные методом цепной кладки стены основного объёма укреплены покрытыми металлом пилястрами-контрфорсами. Окна размещены в два яруса, причём окна в верхнем ярусе уступают по размерам окнам, расположенным внизу. Все окна прямоугольные, размещены попарно и находятся в небольших углублениях. Оконная рама разбита на шесть равных квадратов. Проёмы завершаются перемычками из кирпича с замковым камнем.
В широких дверных проёмах с перекрытиями в виде лучковых перемычек с замковым камнем установлены двупольные дверные блоки с фрамугой.
Стены строения увенчаны ступенчатым карнизом. В четырёхскатной вальмовой крыше с металлической кровлей организованы три симметрично расположенных и полукруглых слуховых окна с точёными шпилями из дерева.
Несущие стены делят основной объём здания на два прямоугольных помещения. Стены внутри здания побелены. Окна с откосами обведены тянутыми наличниками.
Габариты строения в плане — 30 × 22 м.

### Мастерские
К северо-востоку от склада стоит прямоугольное в плане здание мастерских (помеченное как № 2), его формируют два объёма: двухэтажный с четырёхскатной крышей и примыкающий к нему с юго-восточной стороны в районе торца одноэтажный, покрытый трёхскатной крышей.
Фасад основного объёма с симметричной композицией, выполненной в три световых оси. На первом этаже размещены вытянутые по вертикали большие прямоугольные окна с лучковым завершением и замковым камнем. Двухэтажный объём по углам фиксируют лопатки с фигурными выступами в их верхней части и нишами в районе второго этажа; выше карниза лопатки увенчаны кирпичными тумбами с покрытием из железа. Оконные проёмы второго этажа меньше, декор отсутствует.
Этажи разделены ступенчатым кирпичным карнизом. На крыше по оси симметрии размещено полукруглое слуховое окно.
Одноэтажный объём разбивают гладкие лопатки, выполненные из кирпича. Дверные и оконные проёмы с лучковыми перемычками и замковым камнем. Широкий карниз декорирован фигурными выступами. На крыше устроены два слуховых окна полукруглой формы.
Несущие стены двухэтажного объёма образуют два прямоугольных помещения, а также длинный глухой коридор по северо-восточному фасаду. Одноэтажный объём состоит из единого зала и одномаршевой лестницы, идущей ко второму этажу двухэтажного объёма.
Габариты в плане — 10 × 24 м.

### Склад № 3
На юго-востоке промышленной территории находится кирпичное сооружение, указанное в плане № 3. Одноэтажный прямоугольный в плане объём имеет повышенную восточную стену, его высокая кровля односкатная и ломаная.
Главный северо-западный фасад фланкируют два контрфорса, декорированные тумбами с железным покрытием четырёхгранной формы. Широкие дверные и оконные проёмы здания прямоугольные и завершаются замковым камнем.
В окнах уцелели кубоватые решётки. В межпроёмном пространстве размещены вытянутые по вертикали плоские ниши, завершающиеся переходящими в ступенчатый карниз фигурными выступами.
Свет в чердачное помещение попадает через три крупных деревянных окна, размещённых по крутому северо-западному скату крыши; их коньковый замок образован двумя перекрёстными и переходящими в ступенчатый карниз фигурными досками.
Асимметрично расположенное с северо-восточного фасада окно полуциркульной формы завершается замковым камнем.
К двум помещениям постройки организованы самостоятельные входы. В одном помещении находится идущая на чердак лестница.
Габариты в плане — 7 × 22 м.

### Склады под № 4
В центре промышленной территории находятся два одноэтажных кирпичных склада, обозначенные на плане № 4. Это северный корпус с невысоким прямоугольным объёмом, внутри которого находится небольшое помещение; а также южный корпус, в плане приближающийся к прямоугольному и включающий в себя два разных по площади объёма.
Простота в наружной обработке этих сооружений соответствует их зависимому положению в составе всего комплекса.
В северной постройке имеются два небольших окна с обрамлением из простых рамок наличников с выступами квадратной формы по углам. Стены поделены плоскими лопатками. Корпус завершается многоступенчатым карнизом.
Формы оконных проёмов в разных объёмах южного строения отличаются. Окна лучкового завершения с декоративным замковым камнем освещают самое крупное по площади помещение, а для освещения меньшего организован прямоугольный оконный проём. Завершающий здание карниз декорируют два ряда фигурных выступов.
Габариты в плане северного корпуса — 6 × 12 м; южного корпуса — 7 × 21,5 м.

### Жилой дом
В юго-западной части исторической промышленной территории находится жилой дом, помеченный на плане № 5. Двухэтажное кирпичное здание, покрытое вальмовой четырёхскатной крышей, главным фасадом выходит на красную линию улицы Шишкова, его прямоугольный объём в плане со стороны двора усложняют гранёные эркеры лестничных клеток. Под домом расположен подвал.
Пилоны и лопатки в районе первого этажа облицованы рустикой, в районе второго — плоские, их венчающую часть украшают переходящие в фигурный карниз кирпичные кронштейны.
Венчающий и межэтажный карнизы декорированы по периметру сухариками, фриз имеет прямоугольные вставки «кирпич на ребро».
Стены эркеров увенчаны аттиком, акцентированным по центру кирпичным столбом с четырёхгранным завершением из металла.
Входы к лестничным клеткам устроены в больших проёмах, пространство которых заполняют двупольные дверные блоки. Эти проёмы завершаются перемычками лучковой формы с замковым камнем. Поверх входов уцелели ажурные козырьки с двускатным покрытием из металла.
Оконные проёмы главного фасада обрамлены лучковыми перемычками с замковым камнем, завершающимися орнаментом гребенчатой формы.
Простенки во втором этаже заняты неглубокими прямоугольными нишами.
Углы дома над венчающим карнизом фланкированы кирпичными тумбами квадратного сечения с четырёхгранным металлическим завершением.
Обращённый к улице Володарского глухой фасад украшают кирпичные пилоны и лопатки с рустовкой в районе первого этажа.
Однотипную планировку этажей формируют продольная и поперечные несущие стены, разбивающие дом на квартиры.
На лестничных клетках уцелели полы с метлахской плиткой; кроме того, в помещениях с несущими стенами сохранились дверные проёмы лучкового завершения.
Габариты здания в плане — 13,5 × 26,5 м.